# Somewhere Between a Rock and a Hard Place
Somewhere Between a Rock And a Hard Place är ett studioalbum med Erik Grönwall från 2010. Albumet innehåller första singeln "Crash And Burn" som kom ut 16 april 2010. De andra låtarna är blandat med rock och pop. Det här albumet har Paul Stanley (Timeless), Joey Tempest (Take Me On), Nicke Borg (Somewhere Between a Rock and a Hard Place), Johan Becker (Destination Anywhere)(Walls Are Coming Down), och David Stenmarck (Crash And Burn) också skrivit låtar till. Erik själv har skrivit några låtar till skivan. Han har skrivit Uphill Climb, Destination Anywhere, Walls Are Coming Down och Breathe In Breathe Out.

## Låtlista
1. "Take Me On" - 3:13
2. "Uphill Climb" - 3:22
3. "Try" - 3:06
4. "Stay" - 3:44
5. "Crash and Burn" - 4:21
6. "Destination Anywhere" - 3:22
7. "When You Fall" - 3:52
8. "Timeless" - 4:04
9. "Breathe in Breathe Out" - 4:25
10. "Somewhere Between a Rock and a Hard Place" - 3:19
11. "Walls are Coming Down" - 3:19
12. "In Spite of Me" - 4:10

## Singel
1. Crash and Burn, kom ut den 16 april 2010.

## Listplaceringar
| Lista (2010) | Topplacering |
| ------------ | ------------ |
| Sverige      | 2 (1 vecka)  |